# Ludowa Armia Wyzwolenia Sudanu

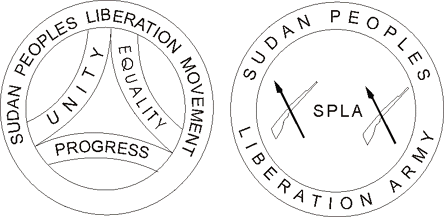
Emblemat Ludowej Armii Wyzwolenia Sudanu

Flaga SPLA

Ludowa Armia Wyzwolenia Sudanu (ang. Sudan People's Liberation Army, SPLA) – sudański ruch partyzancki działający na południu kraju, posiadający reprezentację polityczną (Ludowy Ruch Wyzwolenia Sudanu).
Armia Wyzwolenia Sudanu powstała w 1983, a na jej czele stanął John Garang. Grupa pierwotnie składała się głównie z dezerterów z sudańskiej armii. Partyzantka niemal natychmiast uzyskała wsparcie oraz możliwość utworzenia baz w Etiopii rządzonej przez Mengystu Hajle Marjama (było to m.in. odpowiedzią na wsparcie Sudanu dla erytrejskich separatystów). W tym samym roku wybuchła trwająca ponad 20 lat wojna domowa między islamską północą a chrześcijańskim południem kraju. Konflikt pochłonął 1,5 mln ofiar, kolejne 4 miliony ludzi zostało przesiedlonych.
Na mocy podpisanego w 2005 przez rząd Sudanu oraz SPLA porozumienia pokojowego południe stało się autonomią, a Garang został pierwszym prezydentem Sudanu Południowego. W 2011 odbyło się referendum w sprawie niepodległości. Po proklamacji niepodległości powołano Siły Zbrojne Sudanu Południowego.